# Уилсон, Джеймс (бизнесмен)
Джеймс Уилсон (англ. Right Honourable James Wilson; 3 июня 1805 — 11 августа 1860) — шотландский экономист, бизнесмен и либеральный политик, основатель журнала «The Economist» и банка Chartered Bank of India, Australia and China, который слился со Standard Bank в 1969 году, сформировав Standard Chartered.

## Биография
Джеймс родился 3 июня 1805 года в Хоике в округе Скоттиш-Бордерс, Шотландия. Его отец Уильям Уилсон — мелкий торговец, преуспевающий бизнесмен в Хоике, владелец шерстяной мануфактуры. Он был четвёртым из 14 детей. В возрасте 10 лет был отправлен в школу квакеров, Акворс. В возрасте 14 лет поступил в семинарию Earlscombe. В 16 лет он стал учеником на шляпной фабрике отца. Они покинули Шотландию и переехали в Лондон, когда Джеймсу было 19 лет. Отец ему подарил 2000 фунтов на развитие бизнеса, а в 1837 году капитал вырос до 25 000 фунтов.
В 1831 году открыл свою фирму «James Wilson&Co.». В 1843 году основал журнал «The Economist».
Уилсон вошел в Палату общин в качестве члена парламента от Уэстбери в 1847 году. Через 6 месяцев был назначен секретарем Контрольного совета (который управлял делами Индии), должность, которую он занимал до падения правительства в 1852 году. Затем он служил финансовым секретарем Казначейства в коалиционном правительстве лорда Абердина в 1853—1858 годах. В 1857 году он вернулся в парламент от Плимут-Девонпорта, где недолго занимал должность при лорде Палмерстоне в качестве генерального казначея и вице-президента Торгового совета в период с июня по август 1859 года.
Семья
В январе 1832 года Джеймс женился на Элизабет Престон из Ньюкасл-апон-Тайн. Они имели шесть дочерей, из которых старшая Элиза вышла замуж за Уолтера Бэджeта.